# Ana Dulce Félix
Ana Dulce Ferreira Félix (23 ottobre 1982) è una mezzofondista e maratoneta portoghese.

## Palmarès
| Anno | Manifestazione  | Sede           | Evento         | Risultato | Prestazione | Note                                     |
| ---- | --------------- | -------------- | -------------- | --------- | ----------- | ---------------------------------------- |
| 2009 | Mondiali        | Berlino        | 10000 m piani  | 12ª       | 31'30"90    | Miglior prestazione personale            |
| 2010 | Europei         | Barcellona     | 10000 m piani  | 7ª        | 33'12"93    |                                          |
| 2011 | Mondiali        | Taegu          | 10000 m piani  | 8ª        | 31'37"03    |                                          |
| 2012 | Europei         | Helsinki       | 10000 m piani  | Oro       | 31'44"75    |                                          |
| 2013 | Mondiali        | Mosca          | 10000 m piani  | 13ª       | 32'36"73    |                                          |
| 2014 | Europei         | Zurigo         | 10000 m piani  | 12ª       | 32'35"90    |                                          |
| 2015 | Mondiali        | Pechino        | 10000 m piani  | 19ª       | 32'26"07    |                                          |
| 2016 | Europei         | Amsterdam      | 10000 m piani  | Argento   | 31'19"03    | Miglior prestazione personale            |
| 2016 | Europei         | Amsterdam      | Mezza maratona | 12ª       | 1h12'39"    | Miglior prestazione personale stagionale |
| 2016 | Giochi olimpici | Rio de Janeiro | Maratona       | 16ª       | 2h30'39"    |                                          |

## Campionati nazionali
2000
- 5ª ai campionati portoghesi juniores, 1500 m piani - 4'39"54

2008
- Bronzo ai campionati portoghesi, 10000 m piani - 32'28"63

2009
- Bronzo ai campionati portoghesi, 1500 m piani - 4'17"29

2010
- Oro ai campionati portoghesi, 5000 m piani - 15'44"99

2011
- Oro ai campionati portoghesi, 5000 m piani - 16'15"75

2014
- Argento ai campionati portoghesi, 5000 m piani - 15'38"62
- Oro ai campionati portoghesi di corsa su strada, 10 km - 33'44"

2015
- Argento ai campionati portoghesi, 10000 m piani - 32'26"07
- Argento ai campionati portoghesi, 5000 m piani - 16'05"07
- Oro ai campionati portoghesi di corsa su strada, 10 km - 31'25"

2016
- Oro ai campionati portoghesi di corsa su strada, 10 km - 32'12"

2019
- Argento ai campionati portoghesi, 10000 m piani - 31'55"95

## Altre competizioni internazionali
2008
- 5ª alla Mezza maratona di Lisbona ( Lisbona) - 1h11'42"

2009
- Argento alla Mezza maratona di Lisbona ( Lisbona) - 1h10'44"
- Argento alla Great South Run ( Portsmouth), 10 miglia - 53'58"
- 5ª al DN Galan ( Stoccolma), 5000 m piani - 15'08"02

2010
- 7ª alla Mezza maratona di Lisbona ( Lisbona) - 1h13'53"

2011
- 4ª alla Maratona di New York ( New York) - 2h25'40"
- Argento alla Maratona di Vienna ( Vienna) - 2h26'30"
- Argento alla Mezza maratona di Lisbona ( Lisbona) - 1h08'33"

2012
- 7ª alla Mezza maratona di Lisbona ( Lisbona) - 1h11'18"

2013
- 9ª alla Maratona di Boston ( Boston) - 2h30'05"
- 5ª alla Mezza maratona di Lisbona ( Lisbona) - 1h10'44"

2014
- 7ª alla Maratona di Londra ( Londra) - 2h26'46"
- 11ª alla Maratona di New York ( New York) - 2h35'33"
- 10ª alla Mezza maratona di Lisbona ( Lisbona) - 1h13'54"

2015
- 8ª alla Maratona di Londra ( Londra) - 2h25'15"
- 5ª alla Mezza maratona di Lisbona ( Lisbona) - 1h10'27"

2016
- 12ª alla Mezza maratona di Lisbona ( Lisbona) - 1h15'07"

2018
- 5ª alla Maratona di Valencia ( Valencia) - 2h25'24"
- 8ª alla Mezza maratona di Lisbona ( Lisbona) - 1h11'50"